# Cộng hòa Ragusa
Cộng hòa Ragusa, hay Cộng hòa Dubrovnik, là một nước cộng hòa hàng hải đặt tại trung tâm thành phố Dubrovnik (Ragusa trong tiếng Ý và Latinh) ở Dalmatia (ngày nay là vùng cực nam Croatia hiện tại) đã tồn tại từ năm 1358 đến 1808. Ragusa đã đạt đến đỉnh cao trong thương mại vào thế kỷ 15 và 16 dưới sự bảo hộ của Đế quốc Ottoman, trước khi bị Đế quốc Pháp của Napoléon chinh phục vào năm 1808. Dân số của nước cộng hòa vào khoảng 30.000 người, gồm 5.000 người sinh sống trong các bức tường thành phố. Ragusa đã để lại khẩu hiệu Non bene pro toto libertas venditur auro (tiếng Latinh nghĩa là "Tự do không thể đổi lấy đống vàng").

## Tên gọi
Cái tên nguyên thủy là Communitas Ragusina (tiếng Latinh nghĩa là "thành phố tự trị Ragusa" hay "cộng đồng"), vào thế kỷ 14 nó đã được đổi tên thành Respublica Ragusina, lần đầu tiên được đề cập vào năm 1385, (tiếng Latinh nghĩa là Cộng hòa Ragusa). Trong tiếng Ý gọi là Repubblica di Ragusa và trong tiếng Croatia thì gọi là Dubrovačka Republika (phát âm tiếng Serbia-Croatia: [dǔbroʋat͡ʃkaː repǔblika]). Tên gọi Ragusa đã chứa gốc gác của những người dân chạy trốn xứ Epidaurus ở Illyria, vốn bị phá hủy vào thế kỷ 6 và nó đã được sử dụng lại vào thời kỳ trong lịch sử khu vực này.
Tên gọi Dubrovnik trong tiếng Croatia bắt nguồn từ chữ dubrava có nghĩa là một lùm cây sồi; dựa theo một từ nguyên học dân gian kỳ lạ, người Thổ Nhĩ Kỳ đã đổi thành Dobro-Venedik nghĩa là Venezia-Tốt. Nó được đưa vào sử dụng cùng với Ragusa sớm nhất là vào thế kỷ 14. Cái tên Ragusa trong tiếng Latinh, Ý và Dalmatia bắt nguồn từ Lausa (từ chữ Hy Lạp ξαυ: xau, "vách đứng"); rồi sau lại đổi thành Rausium (Appendini nói rằng tới sau năm 1100, vùng biển sẽ dời qua chỗ mà nay là Ragusa nếu như vậy, nó chỉ có thể nằm tại Placa hoặc Stradun) hoặc Rausia (ngay cả Lavusa, Labusa, Raugia và Rachusa) và cuối cùng là Ragusa.

## Lãnh thổ
Cộng hòa Ragusa cai trị một khu vực nhỏ gọn ở miền Nam Dalmatia – biên giới cuối cùng của nó được hình thành vào năm 1426 – bao gồm vùng bờ biển lục địa từ Neum đến bán đảo Prevlaka cũng như bán đảo Peljesac và các đảo Lastovo và Mljet, cũng như một số đảo nhỏ bên Lastovo và Dubrovnik như Koločep, Lopud và Sipan. Vào thế kỷ 15 nước cộng hòa Ragusa cũng đánh chiếm một số đảo như Korčula, Brač và Hvar được khoảng tám năm. Tuy nhiên họ đã phải từ bỏ do sự kháng cự của giới quý tộc nhỏ tại địa phương tỏ ra có thiện cảm với Venezia đã cấp cho họ một số đặc quyền.

### Nguồn gốc

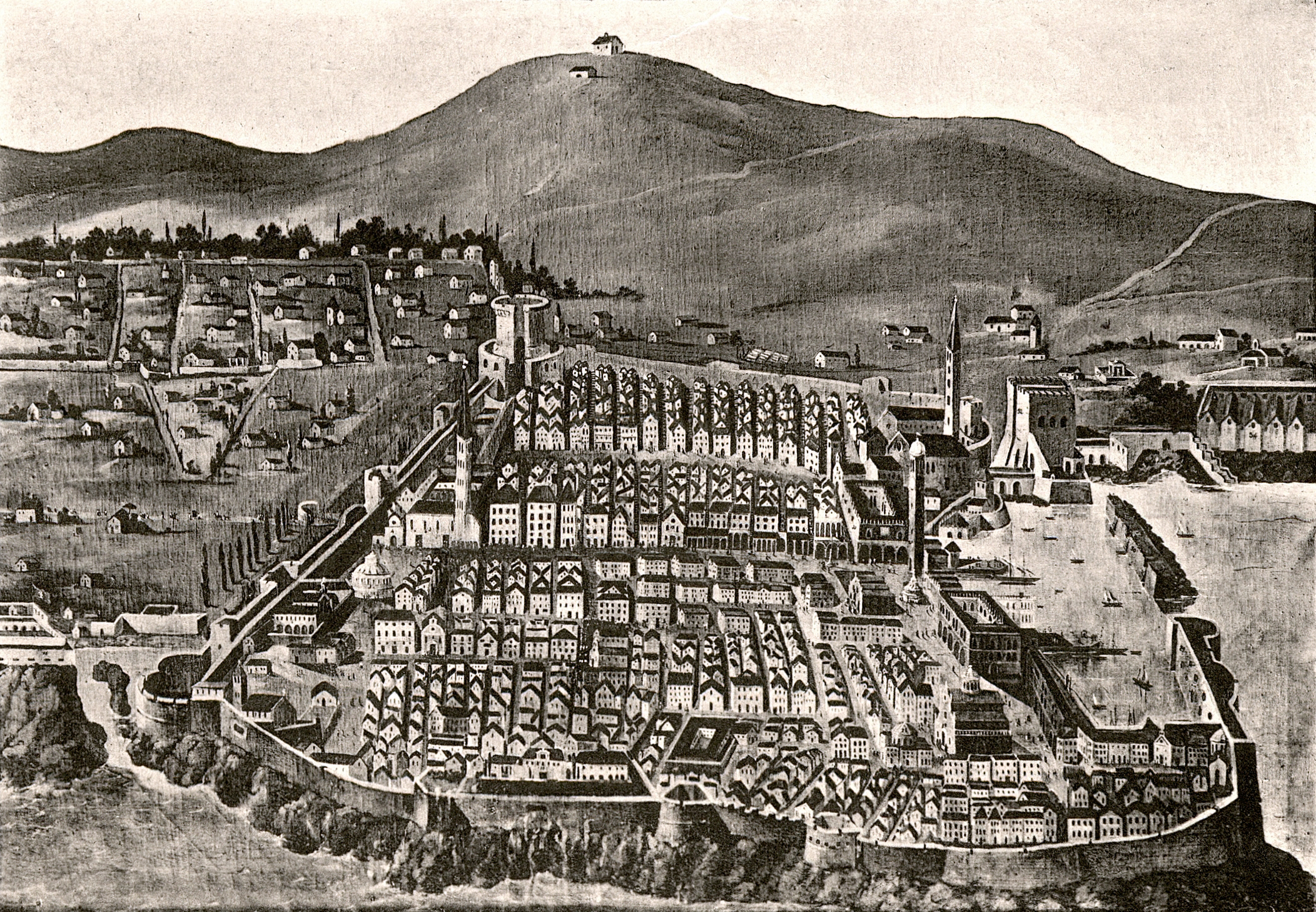
Dubrovnik trước cơn động đất năm 1667, ảnh bản kẽm của Kowalczyk năm 1909

### Những thế kỷ đầu tiên

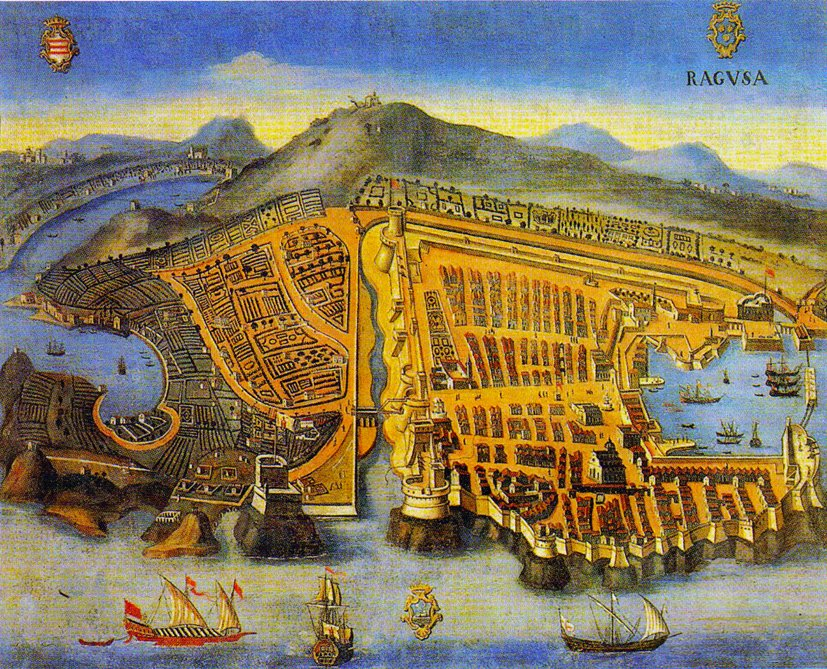
Bức tranh về Ragusa từ năm 1667, được gìn giữ đến ngày nay tại cơ quan lưu trữ Dubrovnik

### Độc lập và khai sinh nền Cộng hòa

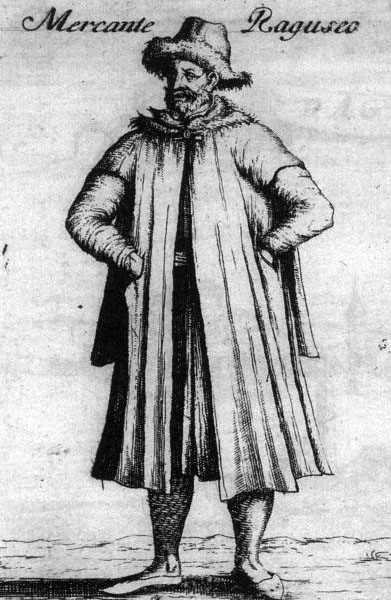
Một thương nhân đến từ nước Cộng hòa Ragusa năm 1708

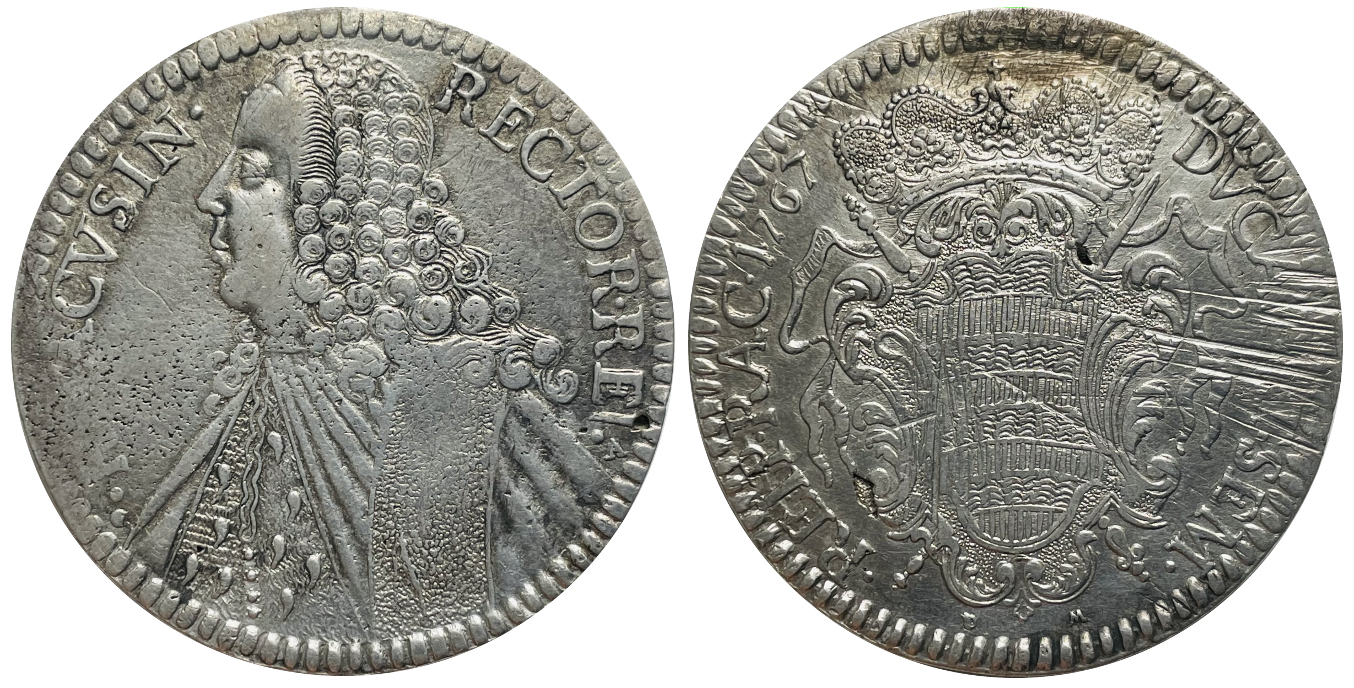
1 talleros bạc của Cộng hòa Ragusa, mặt trước là Novi Vizlin, đúc năm 1767

### Thời kỳ nội thuộc Ottoman

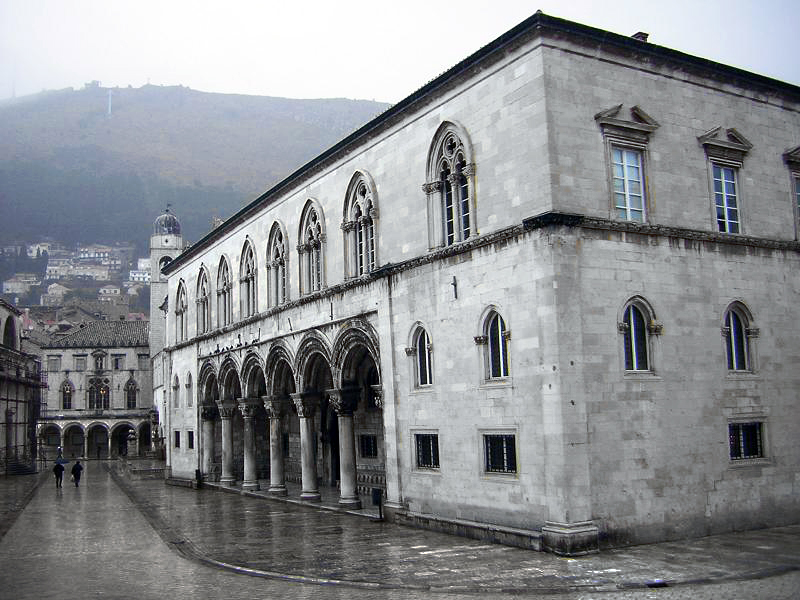
Dinh Rector và đằng sau nó là Cung điện Sponza.

### Trung lập và suy tàn

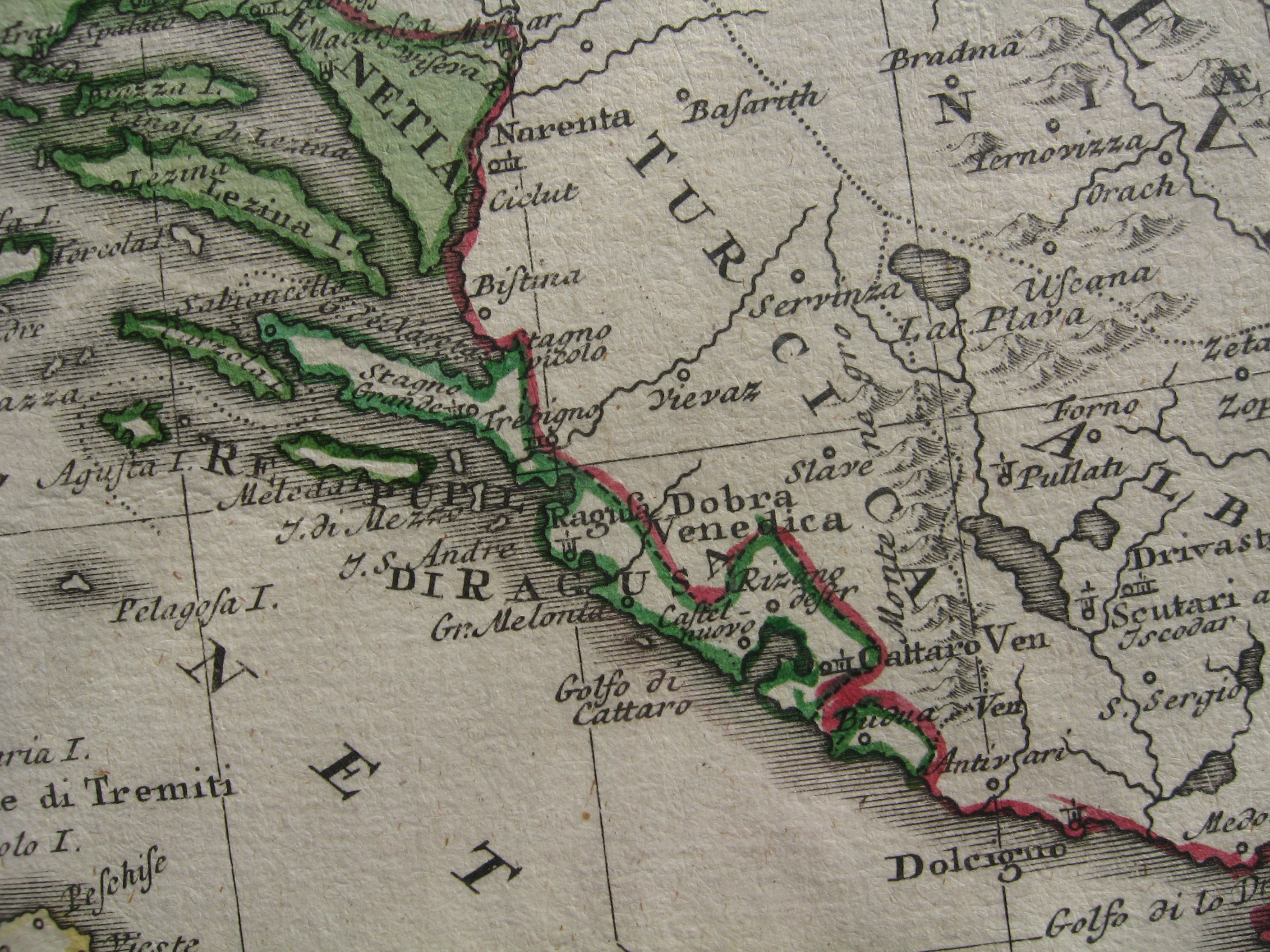
Bản đồ nước Cộng hòa Ragusa vào giữa thế kỷ 18

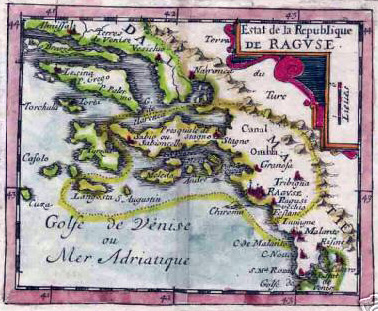
Một tấm bản đồ cổ của Cộng hòa Ragusa có niên đại từ năm 1678

### Thời kỳ Pháp chiếm đóng

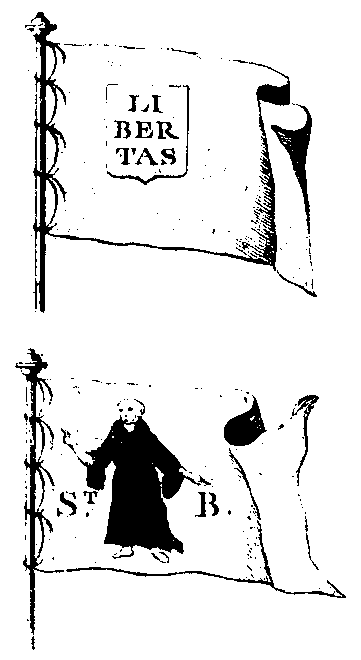
Quốc kỳ Cộng hòa Ragusa vào thế kỷ 18, theo quyển Bách khoa toàn thư Encyclopédie của Pháp.

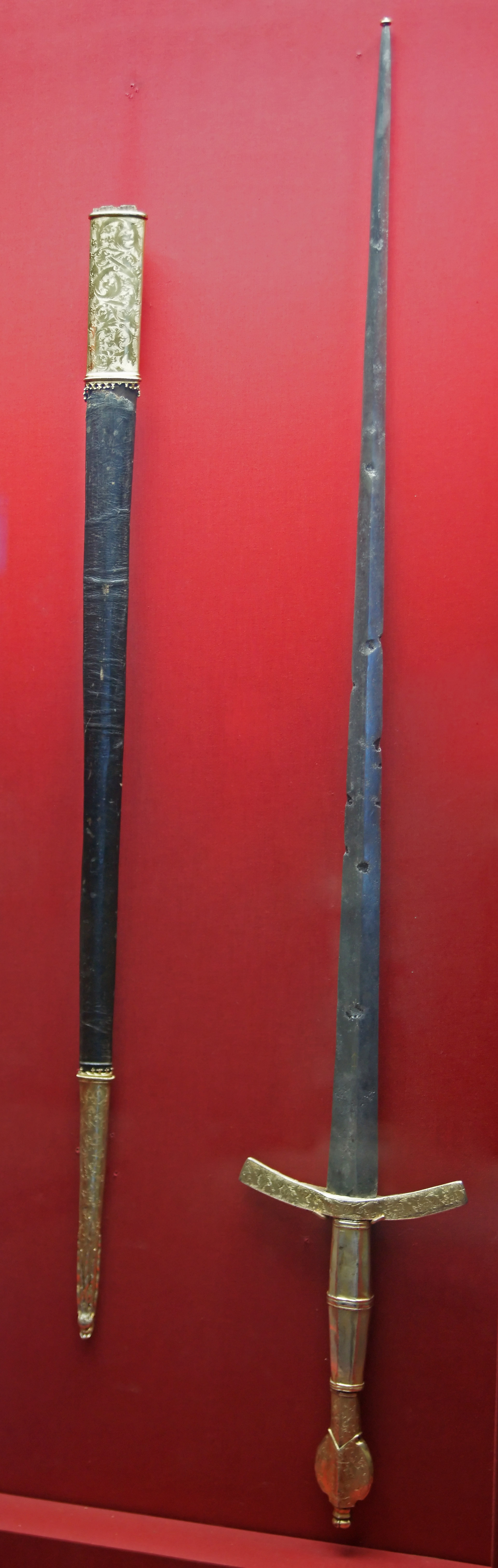
Thanh kiếm nghi lễ của Rector Ragusa, được Vua Matthias Corvinus tặng vào năm 1466.

### Nền Cộng hòa chấm dứt

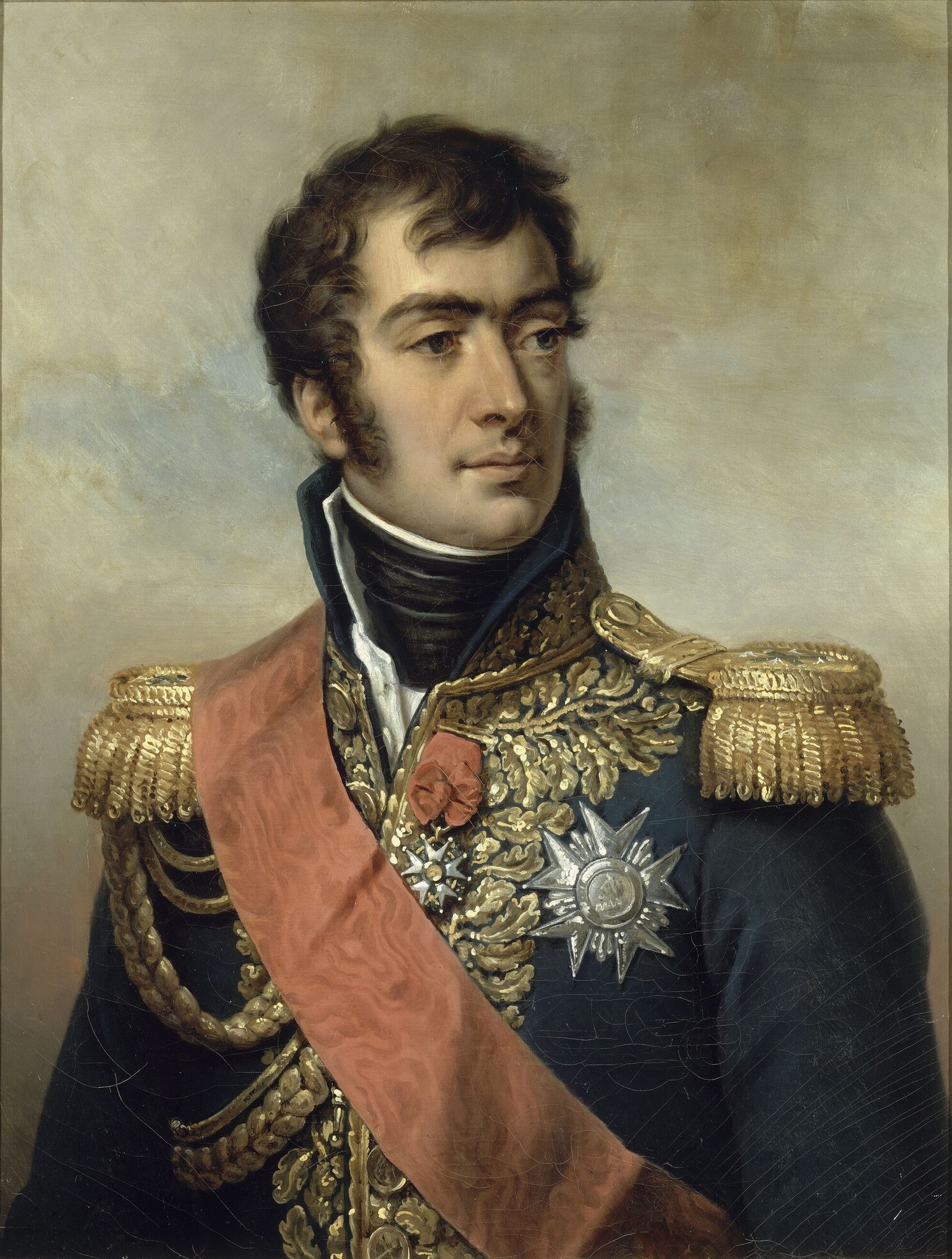
Thống chế Auguste de Marmont, Công tước Ragusa dưới thời Pháp cai trị

Quốc huy của Dubrovnik trong Đế quốc Áo

## Chính phủ

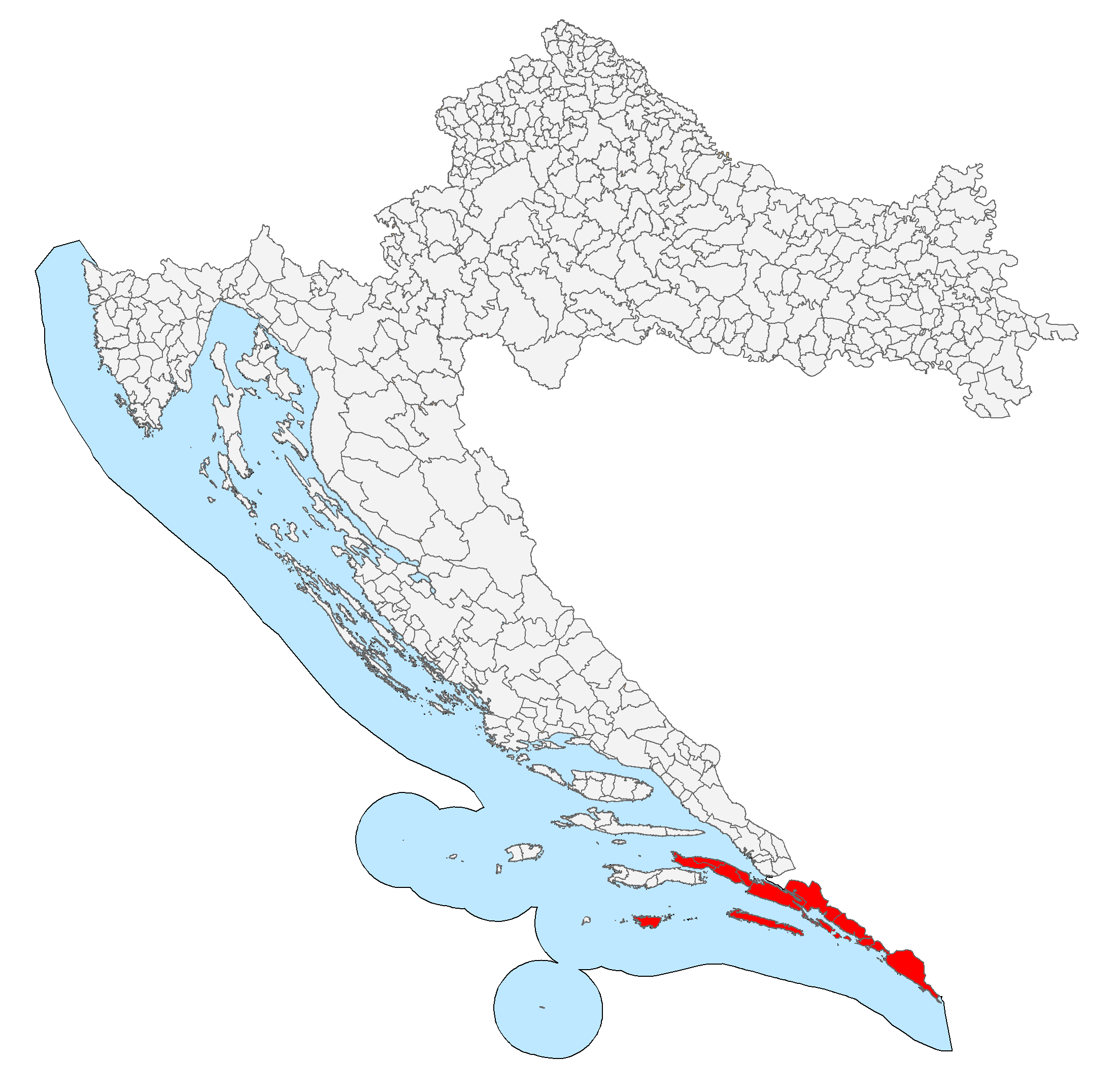
Vị trí của Cộng hòa Ragusa trong ranh giới ngày nay là Croatia

### Giới quý tộc

Không chính xác nhưng thường xuyên được sử dụng để thay thế cho quốc huy của Dubrovnik. Nó được dựa trên một quan niệm sai lầm bắt nguồn từ sau sự sụp đổ của nước Cộng hòa Raugsa (mực trang trí thấm vào thanh trắng làm cho chúng trở thành màu xanh trên các tài liệu cũ).

## Lịch sử